# Aviron Bayonnais FC

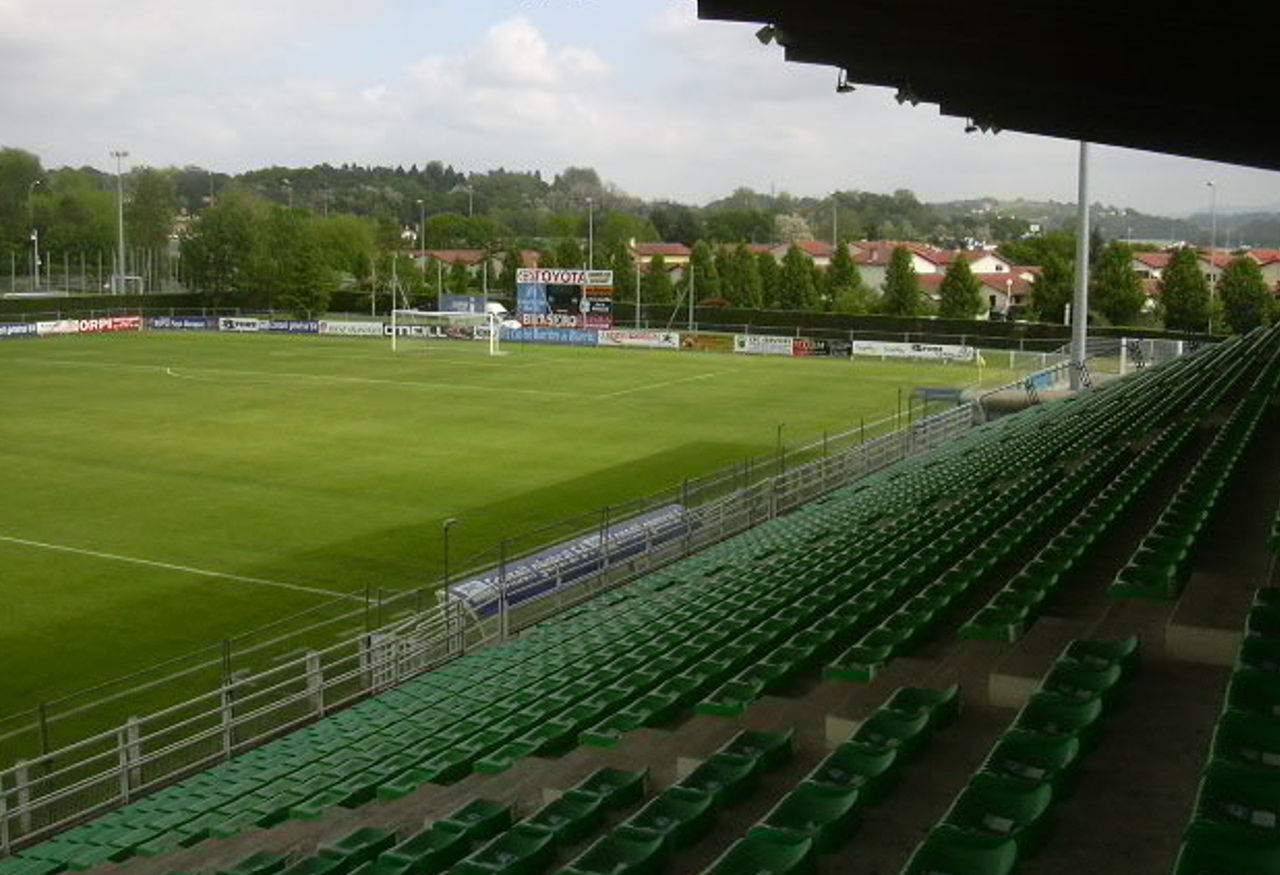
Stade Didier Deschamps

Aviron Bayonnais FC (celým názvem Aviron Bayonnais Football Club) je francouzský fotbalový klub z města Bayonne, který působí v páté lize – Championnat de France amateur 2 (v sezoně 2014/15). Byl založen v roce 1904 (tehdy jako sportovní klub). Svá domácí utkání hraje na Stade Didier Deschamps s kapacitou cca 3 500 diváků pojmenovaném po francouzském mistru světa a Evropy Didieru Deschampsovi.

## Známí hráči
- Didier Deschamps
- Stéphane Ruffier[1]

## Dresy

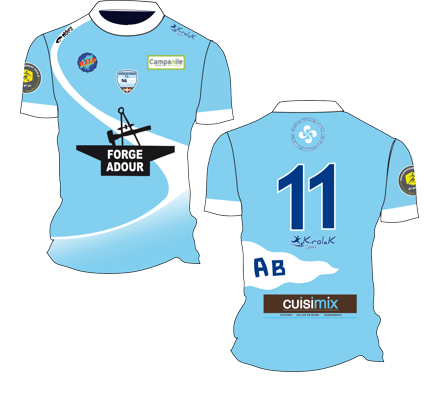
Domácí dresy v sezóně 2013-2014
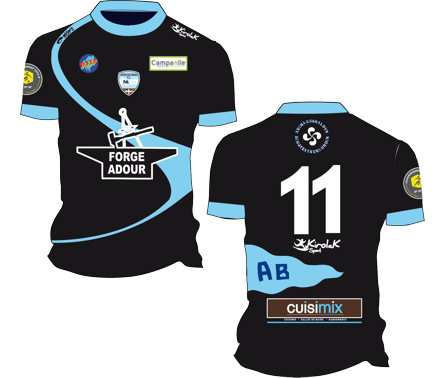
Venkovní dresy v sezóně 2013-2014